# Christoph Lill
Christoph Alexander Lill (* 12. Mai 1962 in München) ist ein deutscher Orthopäde. Seine  Schwerpunkte sind minimalinvasiver Gelenkersatz und arthroskopische Chirurgie.

## Leben
Christoph Lill wurde am 12. Mai 1962 als Sohn eines Arztes in München geboren. Er besuchte dort das Gymnasium Weilheim und machte 1981 sein Abitur.
1983 begann er mit dem Studium der Medizin an der Universität in Münster. 1995 erwarb er die Gebietsbezeichnung Praktischer Arzt, 1996 folgte die Zusatzbezeichnung Chirotherapie. Im selben Jahr hospitierte er im Department of Orthopaedic Surgery, Defence Force Hospital, Manama (Bahrain). Der Aufenthalt hatte den Schwerpunkt Unfallchirurgie. 1997 erhielt er seinen Doktor der Medizin. Die Doktorarbeit befasste sich mit den Möglichkeiten und Grenzen der Lymphszintigraphie zum Nachweis von Lymphknotenmetastasen beim kolorektalen Karzinom. Im selben Jahr hospitierte er im Department of Orthopaedic Surgery, Groote Schuur University Hospital, Cape Town (South Africa). Bei diesem Auslandsaufenthalt lag der Schwerpunkt auf der Arthroskopie. In diesem Jahr erwarb er zusätzlich den Fachkundenachweis Rettungsdienst. 1998 erhielt Lill ein Forschungsstipendium am Department of Orthopaedic Surgery, AO Fellowship Flinders Medical Center, Adelaide (Australien), welches die Fußchirurgie als Schwerpunkt hatte. 1999 erlangte er die Zusatzbezeichnung Sportmedizin und es folgten 2002 der Facharzt für Orthopädie, 2003 und 2004 die Zusatzbezeichnungen Physikalische Therapie und Spezielle Schmerztherapie.
Von der Universität Heidelberg wurde er zum außerplanmäßigen Professor an die medizinische Fakultät berufen, an der er seitdem regelmäßig doziert. Seit mehreren Jahren arbeitet er als niedergelassener Orthopäde in seiner Praxis, dem OrthoCenter München, in Zusammenarbeit mit dem Isar Medizin Zentrum und der Iatros-Klinik.

## Wissenschaftspreise
- 1998: AO/ASIF Fellowship der AO-International, dreimonatiges Forschungsstipendium in Adelaide/Australien[2]
- 1999: Walter Brendel Award, Forschungspreis der European Society for Surgical Research[2]
- 2002: Forschungspreis der Universität Heidelberg[2]
- 2010: Rudolf Slavicek Preis (Interdisziplinärer Wissenschaftspreis Österreich)[2]

## Publikationen
Von Christoph Lill gibt es zahlreiche fachspezifische Publikationen.